# 城市日記
城市日記是香港的非牟利組織，由建築師羅健中成立的歐華爾顧問有限公司於2012年成立。城市日記以記錄社區故事及實踐永續生活為目標，通過訪談、歷史研究、及映像紀錄，塑造及復原社區面貌。城市日記舉辦了多項社區展覽、放映會、及出版書籍，以影片記錄香港的社區故事。其紀錄片曾在倫敦大學、新加坡國立大學、香港大學上映。城市日記的合作伙伴包括大嶼山保育基金、香港中文大學建築系、灣仔區議會、南區區議會、何鴻毅家族香港基金、及社區伙伴。

## 活動
2017年，半島電視台稱城市日記為「守護香港文化的保育團體」。2024年，中央電視台的報導稱城市日記的展覽記錄了「香港小區動人故事」。2023年，城市日記參展由新加坡國家文物局主辦的「仲夏夜空藝術節」(Singapore Night Festival)。台灣文化局指城市日記的「香港時地人」計劃是連接人與社區的橋樑。
2024年，城市日記獲社區發展機構「社區伙伴」支持，舉辦「Let Us Go! You and I」計劃，計劃包含四個階段，包括迎新、工作坊共學、社區實踐、總結，從而培訓社區組織者由個人經驗出發，構想有關永續生活的社區行動，透過共學工作坊，逐步建設其能力及視野。

## 歷年出版一覽
出版
- 《城市日記》 (2014)
- 《我是灣仔文化人》(2016)（灣仔區議會合作項目）[10]
- 《同話水口》(2018)
- 《嗒真灣仔》 (2021)
- 《同話漁光村》 (2022) （南區區議會合作項目）[11]

紀錄片
- 《大坑火龍》 (2012)
- 《漁民與海》 (2013)
- 《香港土產》 (2013)
- 《同話深水埗》 (2014)
- 《麗生辦館》(2014)
- 《秀屏講故》 (2014)
- 《卅間盂蘭勝會》(2015)
- 《兩代人》 (2015)
- 《勵德年記》 (2017) [12]
- 《水口婆婆的山歌》 (2018)
- 《「道」賞灣仔》(2019) （灣仔區議會合作項目）[13]
- 《同話漁光村》(2022) （南區區議會合作項目）
- 《膠樽的煩惱》(2022) [14]